# Minamiōsumi
Minamiōsumi (南大隅町 Minamiōsumi-chō?) es un pueblo en la prefectura de Kagoshima, Japón. Su nombre significa "la parte sur de Ōsumi". se localiza al sur de la isla de Kyūshū. Tenía una población estimada de 6292 habitantes el 1 de marzo de 2021 y una densidad de población de 29 personas por km². El área total del pueblo es de 213,59 km². pueblo se formó el 31 de marzo de 2005 tras la fusión de Nejime y Sata, ambos del distrito de Kimotsuki. El nombre del pueblo fue elegido entre las ideas presentadas por el público.

## Geografía
Minamiōsumi está localizado en la parte central de la prefectura de Kagoshima, en la parte más meridional de la península de Ōsumi y rodeada por la bahía de Kagoshima y el mar de China Oriental en el lado oeste, el océano Pacífico (mar de Filipinas) en el lado este y el estrecho de Ōsumi en el lado sur. El paralelo 31 norte pasa por encima del Cabo Sata. El área comprendida entre la bahía de Kagoshima y el cabo Sata en el lado oeste está dentro de los límites del Parque Nacional Kirishima-Kinkowan. Minamiōsumi es la ciudad más austral del «continente» japonés (las cuatro islas principales de Japón).

### Pueblos adyacentes
Prefectura de Kagoshima
- Kimotsuki
- Kinkō

### Clima
Minamiōsumi tiene un clima subtropical húmedo (Köppen Cfa) caracterizada por veranos cálidos y inviernos suaves en donde apenas nieva. La temperatura anual promedio en Minamiōsumi es de 18,2 °C, con agosto teniendo la media mensual más alta con 26,6 °C y enero la más baja con 6,6 °C. La precipitación anual es de 2373 mm siendo septiembre el mes más húmedo.

## Demografía
Según los datos del censo japonés, la población de Minamiōsumi ha disminuido fuertemente en los últimos 60 años.
| Gráfica de evolución demográfica de Minamiōsumi entre 1940 y 2015 |
|                                                                   |
| Oficina de Estadística de Japón                                   |

## Historia
El área de Minamiōsumi pertenecía a la antigua provincia de Ōsumi. Restos de los periodos Jomon y Yayoi han sido encontrados dentro de los confines del pueblo. Durante el período Heian, albergó una gran finca shōen gobernada por el clan Neshin hasta el período Sengoku. El puerto de Konene estuvo activo durante este período gracias al comercio de Nanban con comerciantes portugueses y al comercio con Ryukyu y el Sudeste Asiático. Durante el período Edo, la zona formó parte del Dominio Satsuma. Las aldeas de Sata y Konejime se fundaron el 1 de mayo de 1889, con la creación del sistema municipal moderno.

## Economía
La economía de Minamiōsumi se basa principalmente de la agricultura y la pesca comercial.

## Transporte

### Ferrocarriles
Minamiōsumi no cuenta con servicio de trenes de pasajeros. La estación de Kagoshima-Chūō es la estación de Shinkansen más cercana, y también se puede llegar a la ciudad en ferry desde la estación de Yamakawa de la línea Ibusuki Makurazaki de JR Kyushu.

### Carreteras
- Ruta Nacional 269
- Ruta Nacional 448

### Marítimo
- Puerto de Nejime
- Ferry Nejime-Yamagawa

## Lugares de interés
- Cabo Sata
- Cycas revoluta salvajes